# Ведное (сельское поселение)
Се́льское поселе́ние Ведное (карел. Vednoin kyläkunda) — упразднённое муниципальное образование в Рамешковском районе Тверской области Российской Федерации.
Административный центр — село Ведное.
Законом Тверской области от 5 апреля 2021 года № 18-ЗО к 17 апреля 2021 года было упразднено в связи с преобразованием Рамешковского муниципального района в муниципальный округ.

## Географические данные
- Общая площадь: 219,6 км²
- Нахождение: южная часть Рамешковского района
  - Граничило:
    - на северо-западе — с СП Застолбье
    - на севере — с СП Алёшино и СП Застолбье
    - на востоке и юге — с СП Ильгощи
    - на западе — с СП Кушалино.

По территории поселения протекает река Медведица и её приток река Кушалка.
Поселение пересекает автодорога «Кушалино— Горицы— Кашин— Калязин».

## История
В XIX веке территория поселения входила в Бежецкий уезд (Застолбская и Ильгощинская волости) и Корчевской уезд (Погорельцевская волость) Тверской губернии. Граница между ними проходила по реке Кушалке и далее по Медведице.
Образовано в 2005 году, включило в себя территории Ведновского и Медведихинского сельских округов.

## Население
| 2002 | 2008 | 2010 | 2011 | 2012 | 2013 | 2014 |
| ---- | ---- | ---- | ---- | ---- | ---- | ---- |
| 925  | ↘836 | ↗874 | ↘867 | ↗903 | ↗909 | ↗948 |
| 2015 | 2016 | 2017 | 2018 | 2019 | 2020 | 2021 |
| ↘944 | ↗955 | ↗965 | ↘961 | ↘958 | ↘957 | ↘955 |

Национальный состав: русские и тверские карелы.

## Состав сельского поселения
| №  | Населённый пункт | Тип населённого пункта       | Население |
| -- | ---------------- | ---------------------------- | --------- |
| 1  | Александрово     | деревня                      | ↗13       |
| 2  | Березовец        | деревня                      | ↘0        |
| 3  | Буславец         | деревня                      | ↘1        |
| 4  | Ведное           | село, административный центр | ↘384      |
| 5  | Дьяково          | деревня                      | ↗55       |
| 6  | Железово         | деревня                      | ↗13       |
| 7  | Ивица            | деревня                      | ↘43       |
| 8  | Коровино         | деревня                      | →1        |
| 9  | Медведиха        | село                         | ↘146      |
| 10 | Павлово          | деревня                      | →0        |
| 11 | Паршутино        | деревня                      | ↗19       |
| 12 | Погорельцы       | село                         | ↗38       |
| 13 | Поляны           | деревня                      | ↘1        |
| 14 | Проказово        | деревня                      | ↗23       |
| 15 | Семунино         | деревня                      | ↘48       |
| 16 | Скрябино         | деревня                      | ↘1        |
| 17 | Сорокино         | деревня                      | ↗33       |
| 18 | Трубичиха        | деревня                      | ↘9        |
| 19 | Шенское          | деревня                      | ↗17       |
| 20 | Шибаниха         | деревня                      | ↘24       |

## Люди, связанные с поселением
Деревня Скрябино — родина Героя Советского Союза, танкиста Зайцева Василия Ивановича (1918—1944).